# Бердник, Максим Викторович
Максим Викторович Бердник (18 января 1986, Пятигорск, Ставропольский край, РСФСР, СССР) — российский футболист, полузащитник.

## Карьера
Воспитанник пятигорского футбола. В 16 лет попал в дубль астраханского «Волгаря-Газпрома». Несколько лет выступал в низших российских дивизионах. Затем Бердник уехал за рубеж, где играл в чемпионатах Литвы и Белоруссии. В 2010 году на один сезон вернулся в Россию. Но закрепиться в составах команд «Текстильщик» (Иваново) и «Динамо» (Ставрополь) полузащитник не смог, после чего он вновь отправился в Белоруссию. Там Бердник продолжает свою карьеру.

## Достижения
«Каунас»
- Чемпион (1): 2006

 «Днепр» (Могилёв)"
- Бронзовый призёр (1): 2009